# 바나나잎 밥
바나나잎 밥은 바나나잎에 쌀밥과 커리 등 각종 부식을 올려 내는 남아시아와 동남아시아의 요리 전통이다. 남인도에서 기원했으며, 남인도계 이민자가 많은 말레이시아와 싱가포르 등지에서도 흔히 볼 수 있다.

## 이름
- 나시 다운 피상(말레이어: nasi daun pisang→바나나잎 밥)
- 발라이일라이치 소루 카리(타밀어: வாழையிலைச் சோறு கறி→바나나잎 밥 커리)

## 같이 보기
- 연잎밥
- 커리 밥